# Bamba
Bamba es una localidad española del municipio de Madridanos, en la comarca de la Tierra del Vino de la provincia de Zamora.

## Topónimo
El nombre del pueblo puede deberse a Wamba, rey de los visigodos entre los años 672 y 680. Este topónimo, con variación en su letra inicial, también está presente en el municipio vallisoletano de Wamba, localidad en la que el citado monarca fue elegido sucesor del rey Recesvinto.

## Ubicación
Perteneciente a la comarca de la Tierra del Vino. Limita al norte con Madridanos, al sur con Moraleja del Vino, al este con Sanzoles y al oeste con Moraleja del Vino. Además de limitar también con Gema.

## Historia
Los orígenes del poblamiento humano en el entorno de Bamba se sitúan en la Edad del Hierro, al situarse junto a la localidad la zona arqueológica del castro del Viso.
Más tarde, en época visigoda, la localidad presumiblemente se encontrase habitada, ya que el nombre del pueblo parece hacer referencia a Wamba, rey de los visigodos entre los años 672 y 680, que podría haber tenido algún nexo con la localidad.
En todo caso, desde el siglo X Bamba quedó integrado en el Reino de León, siendo repoblada por sus monarcas.
Posteriormente, en la Edad Moderna, Bamba formó parte del Partido del Vino de la provincia de Zamora, tal y como reflejaba en 1773 Tomás López en Mapa de la Provincia de Zamora. Así, al reestructurarse las provincias y crearse las actuales en 1833, la localidad se mantuvo en la provincia zamorana, dentro de la Región Leonesa, integrándose en 1834 en el Partido Judicial de Zamora.

## Virgen del Viso
Se caracteriza por ser el centro de la religiosidad de la comarca, por albergar en su iglesia parroquial a la Virgen del Viso o del Aviso (patrona de la comarca), que en su día estuvo en una ermita del teso o cerro conocido como El Viso de Bamba donde también existía un castro celtíbero y en la actualidad se ubica el repetidor radiotelevisivo que da señal a una amplia zona de la provincia.
La romería de la Virgen del Aviso es secundada con gentes de toda la comarca y la provincia, y especialmente de Arcenillas, Casaseca de las Chanas, Madridanos, Moraleja del Vino, Sanzoles, Villalazán y Villaralbo. La romería se celebra en una pradera cercana al pueblo.

## Castro del Viso
Es un yacimiento arqueológico incoado como Bien de Interés Cultural en 1980, y declarado como tal en 2013, encontrándose integrado por ello entre los bienes del catálogo de inmuebles protegidos de la autonomía. Se encuentra situado sobre la cima amesetada de un cerro situado a unos 2 km al este del pueblo. Según la leyenda local, su nombre viene del aviso que la virgen dio a un pastor acerca del lugar donde se encontraban los restos enterrados de San Ildefonso.
El yacimiento, catalogado como de la Edad del Hierro, no conserva restos de muralla. La inexistencia de este elemento defensivo pudo deberse a que lo escarpado de sus ladera lo hiciera innecesario. En castro se han encontrado también restos medievales y más modernos que pertenecerían a la antigua ermita de la Virgen del Viso. A principios de los años 80 se realizaron obras en el cerro para instalar un repetidor de televisión.

## Economía
Es un pueblo predominantemente ganadero y agrícola, existiendo tierras de regadío, viñedos o cereales. Por su término discurre el arroyo de Bamba del Molino.